# Lista de campeonatos automobilísticos por país
Esta é uma lista de competições de automobilismo reguladas por entidades nacionais filiadas à FIA e realizadas quase que totalmente em um único país.

## Espanha

### Asfalto
- Campeonato Espanhol de Kart
- Campeonato Espanhol de GT
- Campeonato Espanhol de Ressistencia
- Formula 3 Espanhola
- Formula 4 Espanhola
- Clio Cup

### Rally
- Campeonato Espanhol de Rally no Asfalto
- Campeonato Espanhol de Rally na Terra
- Campeonato Espanhol de Todo-Terreno

## França
- Campeonato de Rally da França
- Campeonato Francês de Rally de Todo Terreno
- Campeonato Francês de Kart
- Porsche Carrera Cup França
- Porsche Club Motorsport
- Peugeot 308 Racing Cup
- Peugeot 308 Rally Cup
- Citröen Racing Trophy
- Campeonato Francês de Fórmula 4
- Campeonato Francês de Superturismo

## Nova Zelandia
- Toyota Racing Series
- NZ Touring Car
- Toyota Finance 89 Championship

## China
- Formula 4 Chinesa

## Emirados Arabes Unidos
- Formula 4 UAE

## Canada
- Nascar Canada
- CTCC
- ROTAX Campeonato de Kart
- Campeonato de Rally do Canada
- Campeonato Canadense de Autoslalon

## México
- NASCAR Mexico Series
- Super Copa Telcel V8
- Campeonato Mexicano de Kart
- Rmax do Nordeste(Camp. de Kart)

## Austrália

### Turismo
- V8 Supercars
- Touring Car Master
- Kirrick Sports Sedans Series

### Formulas
- Fórmula 3 Australiana
- Fórmula 4 Australiana
- Fórmula Ford Australiana

### Gran Turismo
- Campeonato Australiano de GT
- Porsche Carrera Cup Australiana
- Porsche GT3 Cup Challenge Australiana
- Trofeú Australiano de GT

### Kart
- SuperKart Australiano

## Chile
- Campeonato Chileno de Kart

## Peru
- Campeonato Peruano de Rally

## Brasil

### Asfalto
- Fórmula Truck (Extinta)
- Copa Truck
- Stock Car V8
- GT3
- Stock Car Light
- Stock Jr.
- Pick-up Racing
- Fórmula Renault
- Copa Clio
- Super Clio
- Fórmula V
- Campeonato Brasileiro de Marcas e Pilotos
- Campeonato Brasileiro de Turismo
- Mercedes-Benz Challenge
- Lancer Cup
- Porsche GT3 Cup  Brasil
- Copa Brasil de Endurance
- Fórmula 3 Brasil
- Copa Brasil de Fórmula 4
- Copa HB20
- Turismo Nacional BR
- Fórmula 4 Brasil

### Kart
- Copa Brasil de Kart
- Campeonato Brasileiro de Kart
- Copa Sudeste de Kart
- Copa Nordeste de Kart
- Copa Norte de Kart
- Sul-Brasileiro de Kart

### Arrancada
- Brasileiro de arrancada
- Copa Brasil de arrancada

### Rallys
- Brasileiro de velocidade na terra
- Copa Brasil de velocidade na terra
- Suzuki off road
- Mitsubishi motorsport nordeste
- Mitsubishi motorsport sudeste
- Mitsubishi cup
- Rally dos Sertões
- Brasileiro Fora de Estrada Indoor

## Alemanha
- DTM
- Castrol-Haugg-Cup
- Gleichmäßigkeitsprüfung
- Formula 4 Alemã

## Argentina
- TC 2000
- Turismo Carretera
- Súper TC 2000
- Fórmula Renault Argentina

## Estados Unidos da América

### Monosporto
- Champ Car
- Indy Racing League
- Indy Lights Series
- US F2000 National Championship
- US F2000 Championship Series
- Pro Mazda Championship
- Formula 4 EUA

### Stock Car/Turismo
- Sprint Cup
- Camping World Truck Series
- Nationwide Series
- Nascar K&N Pro Series West
- Nascar K&N Pro Series East
- Nascar Whelen Modifiedtour
- Nascar Whelen Southern Modified Tour
- ARCA Racing Series
- TCR USA Series

### Gran Turismo
- SPEED World Challenge
- Ferrari Challenge North America
- Continental Tire Sports Car Challenge
- Trans-Am
- Pirreli World Challenge
- Sprint-X GT Championship Series

### Endurance
- American Le Mans Series

### Rally
- Rally America

### Arrancada (Drag)
- NHRA Mello Yello Drag Racing Series

### Drift
- Fórmula D

## Portugal
- Campeonato Nacional de Velocidade
- Taça de Portugal de Sport e Protótipos
- Campeonato Nacional de Todo–o–Terreno
- Campeonato de Portugal de Ralis
- Campeonato Open/Junior/Regionais/Madeira e Açores de Ralis
- Campeonato de Portugal de Off-Road/Ralicross/Autocross e Crosscar
- Campeonato de Portugal de Karting
- Campeonato Nacional de Montanha
- Campeonato de Portugal de Clássicos-Circuitos
- Troféu de Clássicos (Ralis)

## Reino Unido

### Turismo
- Campeonato Britânico de Turismo

### Formulas
- Campeonato Britânico de Fórmula 3
- Formula 4 Britânica

### Gran Turismo
- Campeonato Britânico de GT
- Ginetta GT4 Supercup
- Ginetta Junior Championship
- Porsche Carrera Cup Britânica
- Renault UK Clio Cup
- Elite League Automobilismo

### Kart
- Campeonato Britânico de Kart

### Rallys
- Campeonato Britânico de Rally
- Campeonato Escocês de Rally

## Suíça
- Campeonato Suiço de Turismo

## Suécia
- Scandinavia Touring Car Championship(STCC)
- Formula STCC

## Itália
- Campeonato Italiano de Superturismo
- Formula 4 Italiana

## Japão
- Campeonato Japones de Turismo
- Super GT
- Fórmula 3 Japonesa
- Formula Nippon

## Índia
- Formula Maruti
- Formula LGB
- T1 Prima Truck Racing Championship

## Rússia
- Campeonato Russo de Turismo
- Formula 4 SMP

## Demais países daEuropa
- Finnish Touring Car Championship
- Danish Touring Car Championship
- NEZ Racing Championship (Países Bálticos)